# Syzygium stelechanthum
Syzygium stelechanthum là một loài thực vật có hoa trong Họ Đào kim nương. Loài này được (Diels) Glassman miêu tả khoa học đầu tiên năm 1952.